# Novo Selo (Vrnjačka Banja)
Novo Selo (Servisch cyrillisch Ново Село) is een plaats in de Servische gemeente Vrnjačka Banja. De plaats telt 3952 inwoners (2002).